# Xiuladora de les Fiji
La xiuladora de les Fiji (Pachycephala vitiensis) és un ocell de la família dels paquicefàlids (Pachycephalidae).

## Hàbitat i distribució
Habita els boscos de les illes Fiji.